# Рафаель Коллен
Луї Жозеф Рафаель Коллен (фр. Louis-Joseph-Raphaël Collin; 17 червня 1850, Париж — 21 жовтня 1916, Бріон) — французький художник і ілюстратор.

## Життя і творчість
Рафаель Коллен починає свою освіту в паризькому ліцеї Сен-Луї. Потім він вступає у Вердені у приватну школу живописця Жюля Бастьєн-Лепажа. Повернувшись до Парижа, Коллен стає помічником художника Вільяма-Адольфа Бугро. В 1898 він стає професором паризької Школи образотворчих мистецтв, в 1909 обирається академіком французької Академії мистецтв.
Коллен писав переважно жанрові сцени, ню та портрети. За свої успіхи у художній творчості стає офіцером Ордену почесного легіону. Був також нагороджений баварським орденом св. Михайла.
Серед учнів Р. Коллена слід назвати німецьку художницю-експресіоніста Паулу Модерсон-Беккер, а також Фріца Кляйна, Теодора Германа, Сейкі Курода, фінську художницю Елін Даніельсон.